# Lista över transsylvanska regenter
Transsylvanska regenter över Furstendömet Transsylvanien 1526–1711, som del av Habsburgska riket 1526–1804 och som del av Kejsardömet Österrike 1804–1867. Efter upprättandet av dubbelmonarkin Österrike-Ungern upphörde Transsylvaniens särskilda ställning.
| Släkt          | Regent                                      | Regeringstid                                   | Anmärkningar |
| -------------- | ------------------------------------------- | ---------------------------------------------- | --- |
| Zápolya        | Johan Zápolya (Zápolya János)               |                                                | |
| Zápolya        | Isabella Jagiełło (Izabella)                | 1540–1559                                      | |
| Zápolya        | Johan II Sigismund Zápolya (János Zsigmond) | 1540-1571                                      | |
| Báthory        | Stefan Batory (Báthory István)              | 1571–1575                                      | |
| Báthory        | Kristofer Báthory (Báthory Kristóf)         | 1575-1581                                      | |
| Báthory        | Sigismund Báthory (Báthory Zsigmond)        | 1581–1597, Augusti 1598 – Mars 1599, 1599–1602 | |
| Báthory        | Andreas Báthory (Báthory András)            | 1599                                           | |
| icke-dynastisk | Mikael den tappre (Mihai Viteazul)          | 1599–1601                                      | |
| icke-dynastisk | Stefan Bocskay (Bocskai István)             | 1604–1606                                      | |
| Rákóczy        | Sigismund Rákóczy (Rákóczi Zsigmond)        | 1607–1608                                      | |
| Báthory        | Gabriel Báthory (Báthory Gábor)             | 1608–1613                                      | |
| icke-dynastisk | Gábor Bethlen (Bethlen Gábor)               | 1613–1629                                      | |
| icke-dynastisk | Katarina                                    | 1629–1630                                      | |
| Rákóczy        | Georg I Rákóczy (I. Rákóczi György)         | 1630–1648                                      | Gick med in i trettioåriga kriget med Sverige mot kejsaren.                                                            |
| Rákóczy        | Georg II Rákóczy (II. Rákóczi György)       | 1648–1657                                      | Han gick i krig med Karl X Gustav mot Johan II Kasimir av Polen. Han blev avsatt på grund av dåliga resultat i kriget. |
| Aba            | Frans Rhédey (Rhédey Ferenc)                | 1657–1658                                      | |
| icke-dynastisk | Ákos Barcsay                                | 1658–1660                                      | |
| icke-dynastisk | János Kemény (Kemény János)                 | 1661–1662                                      | |
| Apafi          | Mikael I Apafi (I. Apafi Mihály)            | 1661–1690                                      | |
| Apafi          | Mikael II Apafi (II. Apafi Mihály)          | 1690–1701                                      | |
| icke-dynastisk | Emmerich Thököly (Thököly Imre)             | 1690–1699                                      | |
| Rákóczy        | Frans II Rákóczy (II. Rákóczi Ferenc)       |                                                | |
| Habsburg       | Leopold I (Leopoldus Primus)                | 1691–1705                                      | |
| Habsburg       | Karl VI (Carolus)                           | 1711–1740                                      | |
| Habsburg       | Maria Theresia (Maria Theresia)             | 1740–1765                                      | |
| Habsburg       | Maria Theresia (Maria Theresia)             | 1765–1780                                      | |
| Habsburg       | Josef II (Josephus)                         | 1780–1790                                      | |
| Habsburg       | Leopold II (Leopoldus Secundus)             | 1790–1792                                      | |
| Habsburg       | Frans II (Franciscus Secundus)              |                                                | |
| Habsburg       | Ferdinand I (Ferdinandus)                   | 1835–1848                                      | |
| Habsburg       | Frans Joseph I (Franciscus Josephus)        | 1848–1867                                      | |